# Modena Challenger 1989
Il Modena Challenger 1989 è stato un torneo di tennis facente parte della categoria ATP Challenger Series nell'ambito delle ATP Challenger Series 1989. È stata l'unica edizione del torneo, si è giocato a Modena in Italia dal 5 all'11 giugno 1989 su campi in terra rossa.

## Vincitori

### Singolare
Simone Colombo ha battuto in finale  Nevio Devide con il punteggio di 4–6, 6–3, 6–0

### Doppio
Simone Colombo /  Nevio Devide hanno battuto in finale  Corrado Aprili /  Massimiliano Narducci con il punteggio di 3–6, 6–1, 7–6